# 丘齊雲
丘齊雲（1541年—1588年），字汝謙，又字謙之，號若泰，湖廣黃州府麻城縣人，民籍，明朝政治人物。

## 生平
嘉靖四十年（1561年）辛酉科湖廣鄉試第二十八名舉人。嘉靖四十四年（1565年）中式乙丑科會試第三十六名，三甲第一百八十四名進士。户部观政，本年十二月授四川富顺知县，隆慶三年（1569年）四月升户部主事，万历二年（1574年）正月升员外，四月升郎中，三年九月升潮州知府，七年六月调保宁府，八年正月降用，九年二月致仕，年未四十，宦情甚淡。唯寄兴诗酒，耽怀浏览，著有《吾兼亭集》《粤中稿》《国雅中选集》等。卒年四十八。

## 家族
曾祖丘鋼；祖父丘萬秀；父丘梁，貢士、府通判。母黃氏，封安人。兄青雲、烺雲、慶雲、燦雲、弟生雲（生员）、長雲。